# Avatar: Vatra i pepeo
Avatar: Vatra i pepeo je nadolazeći epski znanstvenofantastični film koji zajednički produciraju, montiraju i režiraju James Cameron, koji je zajedno s Rickom Jaffom i Amandom Silver napisao scenarij prema priči koju su osmislili s Joshom Friedmanom i Shaneom Salernom. Film producira i distribuira 20th Century Studios, a predstavlja nastavak filma Avatar: Put vode (2022.) i treći je dio filmske franšize Avatar.
Uloge iz prethodnih filmova ponavljaju Sam Worthington, Zoe Saldaña, Stephen Lang, Sigourney Weaver, Joel David Moore, CCH Pounder, Giovanni Ribisi, Dileep Rao, Matt Gerald, Kate Winslet, Cliff Curtis, Edie Falco, Brendan Cowell, Jemaine Clement, Britain Dalton, Trinity Jo-Li Bliss, Jack Champion, Bailey Bass, Filip Geljo i Duane Evans Jr., dok David Thewlis i Oona Chaplin tumače nove likove.
Cameron je još 2006. izjavio da bi volio snimiti nastavke filma Avatar (2009.) ako bude uspješan. Prva dva nastavka službeno je najavio 2010. nakon ogromnog uspjeha prvog filma, a tada je treći dio (tada još bez naslova) bio planiran za izlazak 2015. godine. Međutim, dodavanje još dva nastavka (ukupno četiri), kao i razvoj potpuno nove tehnologije potrebne za snimanje performans-capture scena pod vodom, što dotad nikada nije bilo izvedeno, uzrokovali su višegodišnja kašnjenja kako bi ekipa imala više vremena za rad na scenariju, predprodukciji i vizualnim efektima.
Avatar: Vatra i pepeo počeo se snimati istodobno s filmom Avatar: Put vode na Novom Zelandu 25. rujna 2017., a snimanje je završeno krajem prosinca 2020., nakon više od tri godine produkcije.
Premijera filma je više puta odgađana, ukupno devet puta, a posljednje odgađanje dogodilo se 9. kolovoza 2024. Film bi trebao biti prikazan u kinima 19. prosinca 2025.. Dva dodatna nastavka, Avatar 4 i Avatar 5, nalaze se u različitim fazama produkcije te se očekuje da će biti objavljeni 2029. i 2031. godine.

## Glumačka postava
- Sam Worthington kao Jake Sully
- Zoe Saldaña kao Neytiri
- Sigourney Weaver kao Kiri
- Stephen Lang kao Miles Quaritch
- Giovanni Ribisi kao Parker Selfridge
- Kate Winslet kao Ronal
- Cliff Curtis kao Tonowari
- Joel David Moore kao Dr. Norm Spellman
- CCH Pounder kao Mo'at
- Edie Falco kao General Frances Ardmore
- Brendan Cowell kao kapetan Mick Scoresby
- Jemaine Clement kao Dr. Ian Garvin
- Britain Dalton kao Lo'ak
- Trinity Jo-Li Bliss kao Tuktirey ("Tuk")
- Jack Champion kao Miles "Spider" Socorro
- Bailey Bass kao Tsireya ("Reya")
- Filip Geljo kao Ao'nung
- Duane Evans Jr. kao Rotxo
- Dileep Rao kao Dr. Max Patel
- Matt Gerald kao Corporal Lyle Wainfleet
- David Thewlis kao Peylak
- Oona Chaplin kao Varang

## Produkcija

### Razvoj
Godine 2006. James Cameron izjavio je da, ako film Avatar postigne uspjeh, planira snimiti dva nastavka. U 2010. potvrdio je da je široki uspjeh prvog filma učvrstio njegovu odluku. Izvorno su nastavci bili zakazani za prosinac 2014. i 2015. U prvi je film već uključio određene scene koje su trebale poslužiti za buduće nastavke priče. U prosincu 2009. potvrđeno je da će se nastavci i dalje usredotočiti na likove Jakea i Neytiri. Cameron je dao naslutiti da će se ljudi vratiti kao antagonisti priče. Godine 2011. najavio je namjeru da nastavke snimi u višoj brzini sličica od uobičajenih 24 fps, kako bi se postigao „pojačani dojam stvarnosti“.
Godine 2013. Cameron je najavio da će se nastavci snimati na Novom Zelandu, a performance capture trebao je započeti 2014. Prema dogovoru s novozelandskom vladom, najmanje jedna svjetska premijera morala se održati u Wellingtonu, a najmanje 500 milijuna NZD (oko 410 milijuna USD po tečaju iz prosinca 2013.) moralo je biti potrošeno na produkcijske aktivnosti u zemlji, uključujući igrano snimanje i vizualne efekte. Novozelandska je vlada tada povisila osnovnu poreznu olakšicu za filmsku produkciju s 15 % na 20 %, uz mogućnost 25 % za međunarodne produkcije u posebnim slučajevima i 40 % za novozelandske produkcije (prema članku 18. Zakona o Novozelandskoj filmskoj komisiji iz 1978.).
U veljači 2016. planirano je da produkcija nastavaka započne u travnju iste godine na Novom Zelandu. Snimatelj Russell Carpenter (koji je s Cameronom radio na filmovima True lies i Titanic) te umjetnička direktorica Aashrita Kamath pridružili su se ekipi na sva četiri nastavka. Kirk Krack, osnivač Performance Freediving International, radio je kao trener ronjenja na dah za glumce i ekipu za podvodne scene. Dana 31. srpnja 2017. najavljeno je da je novozelandski studio za vizualne efekte Weta Digital započeo rad na nastavcima.
Rick Jaffa i Amanda Silver izvorno su najavljeni kao Cameronovi koscenaristi, no kasnije je potvrđeno da su u pisanju svih nastavaka sudjelovali Cameron, Jaffa, Silver, Josh Friedman i Shane Salerno, prije nego što su bili raspoređeni na dovršavanje zasebnih scenarija, zbog čega su konačne zasluge za scenarij dugo bile nejasne. Prema Cameronu, ovaj je film izdvojen iz Avatar: Put vode, jer je izvorna zamisao za taj film sadržavala previše materijala.
U studenom 2018. BBC News je izvijestio da je Avatar: The Seed Bearer bio mogući radni naslov filma. Tri mjeseca kasnije Cameron je za Entertainment Tonight izjavio da je taj naslov još uvijek „u razmatranju“ i da konačna odluka nije donesena. Dana 9. kolovoza 2024., na D23 fan konvenciji, Cameron je službeno otkrio konačni naslov filma: Avatar: Vatra i pepeo.

### Snimanje
Glavno snimanje filmova Avatar: Put vode i Avatar: Vatra i pepeo započelo je istodobno 25. rujna 2017. u Manhattan Beachu, Kalifornija. Dana 14. studenoga 2018., James Cameron objavio je da je završeno snimanje s glavnom glumačkom postavom za potrebe performance capturea.
Prema riječima producenta Jona Landaua, snimanje igranih scena za Avatar: Put vode i Avatar: Vatra i pepeo započelo je početkom 2019. na Novom Zelandu. No, 17. ožujka 2020. Landau je najavio da je snimanje nastavaka u Novom Zelandu neodređeno odgođeno zbog pandemije COVID-19 te potvrdio da će se produkcija privremeno nastaviti u Los Angelesu. Ipak, rad na vizualnim efektima nastavio se u studiju Weta Digital u Wellingtonu.
Početkom svibnja 2020. novozelandska je vlada odobrila zdravstvene i sigurnosne protokole za filmske produkcije, čime je omogućeno ponovno pokretanje snimanja u zemlji. Dana 31. svibnja dio ekipe filma, uključujući Camerona, dobio je ulazak u Novi Zeland kroz posebnu viznu kategoriju za projekte od "značajne ekonomske važnosti". Landau je 1. lipnja 2020. na Instagramu objavio fotografiju sebe i Camerona, potvrdivši povratak u Novi Zeland i nastavak snimanja. Po dolasku je svih 55 članova ekipe provelo dvotjednu državnu karantenu u hotelu u Wellingtonu prije povratka na set. Time su Avatar: Put vode i Avatar: Vatra i pepeo postali prvi veliki hollywoodski blockbustere koji su nastavili produkciju nakon prekida uzrokovanog pandemijom.
U rujnu 2020. Cameron je izjavio da je 95 % filma Avatar: Vatra i pepeo već završeno, a snimanje je u potpunosti završeno u prosincu 2020.
Početkom srpnja 2022. Novozelandska filmska komisija potvrdila je da su nastavci Avatara primili više od 140 milijuna novozelandskih dolara državnih potpora kroz program Screen Production Grant. Za usporedbu, trilogija Hobbit primila je 161 milijun novozelandskih dolara. Dok je zamjenica čelnika stranke ACT, Brooke van Velden, kritizirala taj program jer navodno odvraća javna sredstva od drugih sektora, ministar gospodarskog i regionalnog razvoja Stuart Nash branio je subvencije, ističući da veliki hollywoodski projekti donose značajna strana ulaganja i otvaraju nova radna mjesta u novozelandskoj filmskoj industriji.

## Vanjske poveznice
- Službena stranica
- Avatar: Vatra i pepeo u internetskoj bazi filmova IMDb-a